# 諾維薩德主教座堂

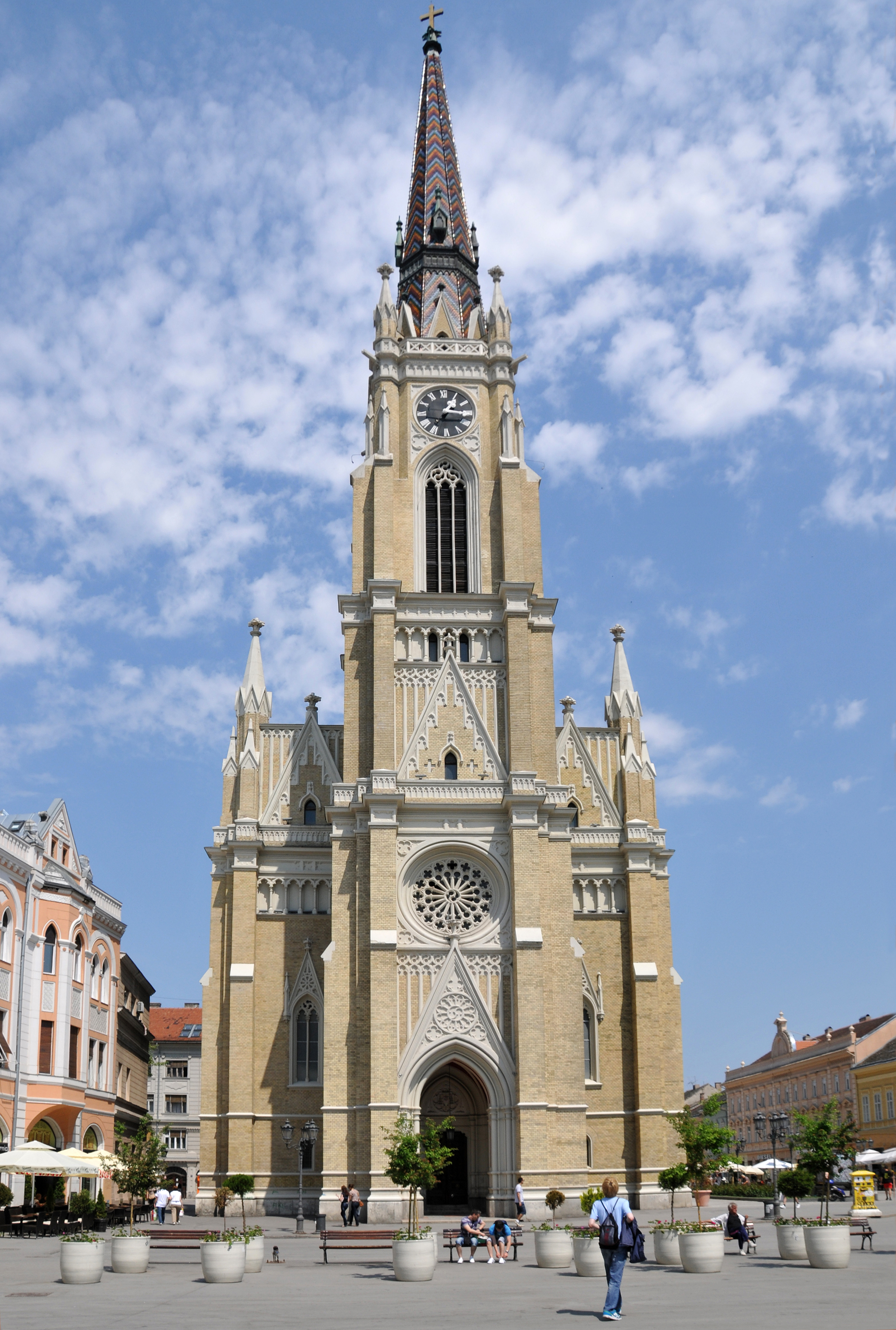

諾維薩德主教座堂是位於塞爾維亞伏伊伏丁那自治省首府諾維薩德的一座羅馬天主教的教堂。雖然名為主教座堂，實際上這一教區真正的主教座堂位於蘇博蒂察。教堂修建於1895年，是諾維薩德的地標之一。